# فيكتوريا سكوت
فيكتوريا سكوت (بالإنجليزية: Victoria Scott)‏ (1 فبراير 1982، نيو براونفيلز في الولايات المتحدة)؛ كاتبة للأطفال، كاتِبة، مؤلفة وروائية أمريكية.